# Бийский автобус
Бийский автобус — система автобусного городского и пригородного общественного транспорта в Бийске Алтайского края. Создана в 1936 году.

## История
Автобус, как общественный транспорт появился в Бийске в 1936 году. До Великой Отечественной войны в городе существовал только один маршрут, обслуживаемый автобусами ЗИС-8. Маршрут пролегал от железнодорожного вокзала (в те годы это была западная окраина города) до горкома партии (расположенного в указанные годы в районе улицы Фомченко).
В годы Великой Отечественной войны автобусного сообщения в городе не было — автобусы были мобилизованы.
В конце 1940-х годов в городе было восстановлено автобусное сообщение. В начале 1950-х годов, когда началось строительство комплекса предприятий оборонной промышленности к западу от города и Приобского района, автобусные маршруты были проложены от вокзала в западном направлении. В город поступили новые автобусы ЗИС-155 и ЛиАЗ-158.
В начале 1960-х годов в городе существовали две не связанных между собой автобусных системы: правобережная и левобережная. Объясняется это тем, что до 1964 года между левым и правым берегом Бии не было капитального моста, а движение автобусов по деревянному плавучему мосту летом и по льду зимой запрещалось. Правый берег обслуживала автоколонна 1244, а левый — автобаза «Турист». При этом на правом берегу, преимущественно, эксплуатировались автобусы ЛиАЗ-158В, а на левом — ЛАЗ-695 и ПАЗ-651.
После запуска в эксплуатацию Коммунального моста автобусные системы были объединены: маршруты из левобережной части были продлены до железнодорожного вокзала, рядом с которым была организована конечная станция городских автобусов с центральной диспетчерской. Ранее, основной конечной станцией в правобережной части была «Центр» (в историческом центре города), в левобережной — «Мост». После объединения автобусных систем зоны ответственности автотранспортных предприятий сохранились. В конце 70-х автобаза «Турист» перестала заниматься городскими перевозками, а все маршруты были переданы автоколонне 1244.
В 70-х годах в город начали поступать автобусы ЛиАЗ-677, а автобусы ЛАЗ и ПАЗ — сниматься с маршрутов. В 80-е годы в город стали поступать сочленённые автобусы Ikarus-280.
Интересный факт. Маршрут № 6 имеет тяжелый профиль дорожного полотна (проходит в нагорную часть города по Барнаульскому взвозу). Автобусы ЛиАЗ-677 в виду особенностей трансмиссии зачастую не могли преодолеть этот уклон. Поэтому на данном маршруте дольше всего проработали старые автобусы ЛиАЗ-158 и ЛАЗ-695 с механической трансмиссией. Позже на этот маршрут были выпущены автобусы «Ikarus».
В 1990-е годы наряду с автоколонной 1244 на городских маршрутах стали работать предприниматели, преимущественно на списанных с различных АТП автобусах ПАЗ-672. Была расширена маршрутная сеть. Финансовое состояние автоколонны 1244 было сложным — новые автобусы не закупались, однако были закуплены списанные в Австрии и бывшей ГДР автобусы MAN и Ikarus. Кроме того, на средства бюджета Алтайского края были приобретены три автобуса ЛиАЗ-5256 и четыре автобуса «Альтерна». Эти автобусы проработали не долго и были списаны. Примечательно, что два из четырёх автобусов «Альтерна» сгорели (что обусловлено дефектами конструкции), одни из них загорелся во время движения с пассажирами.
В конце 1990-х годов автоколонна 1244 была преобразована в одноимённое муниципальное предприятие.
В начале 2000-х годов произошло банкротство МУП «Автоколонна 1244». Часть имущества было передано во вновь образованную структуру МУП «Бийск-Межгород», а часть продана. После банкротства в 2005 году МУП «Бийск-Межгород» в городе не осталось муниципальных организаций, эксплуатирующих городские автобусы.
В 2009 году по федеральной программе были закуплены НефАЗ-5299, но потом они были проданы. Также эксплуатировались автобусы Youyi и Huaxia.

## Современное состояние
Парк городских автобусов Бийска сравнительно новый. Большинство машин выпущены в период с 2006 по 2013 годы, предпринимателями продолжается приобретение новых ПАЗ-4234. В 2007 году были списаны все автобусы Ikarus 280. Примерно в 2020 годах с маршрутов 77 были убраны Hundai Country , а до этого на 23 маршруте некоторое время ходили ПАЗ 4230. На 2024 год автопарк состоит из ПАЗ 4234, ПАЗ 3204, ГАЗель A64R42 и ГАЗель 2221. С 2024 все ПАЗ 4234 на маршруте 23 были заменены на ПАЗ 3204, маршрут 26 Вокзал-с.Жаворонково был "временно отменен", были добавлены 1-2 модели ПАЗ 3204 на маршруты 36 и 14.
Список маршрутов на 2024 год:
Городские:
3 {Центр-Гавань}
4 {Центр-ЦГБ-Гавань}
6 {Вокзал-пос.Нагорный}
8 {Вокзал-ст.Чемровка}
14 {Вокзал-п.Новый}
17 {Вокзал-Алтайснэк}, в летнее время до смоленских карьер
21Г {Вокзал-ул.Гражданская, д 83}
21 {Вокзал-Гавань}
23 {Кристалл-Центр}
24 {Кристалл-Гавань}
35 {Речпорт-Центр}
39 {Воронежская-Гавань}
45 {Вокзал-Плодопитомник}
56К {с.Фоминское-УПТК-Центр}
50Г {УПТК-Вокзал, с заездом в пос.Молодежный и Одинцовку} (с 21 декабря заменяет 50 {УПТК-Центр})
10 {Вокзал-п.Боровое} (ГАЗель)
37 {Центр-ст.Чемровка} (ГАЗель)
44 {Вокзал-6ой военный городок} (ГАЗель)
46 {Воронежская-Центр} (ГАЗель)
47 {Речпорт-Иркутская-Центр} (ГАЗель)
55 {Кристалл-ТРК "Воскресенье"} (ГАЗель) (ходит с 21 декабря)
77 {Кристалл-Центр} (Газель)
Экспресс маршруты:
13 {Вокзал-с.Жаворонково} (до 2024 ходил до с.Фоминское)
36 {Вокзал-с.Фоминское}
27 {Вокзал-пос.Молодежный} (с мая до сентября с заездом в СНТ "Заря")
27З {Кристалл-Стахановская}
27Д2 {Центр-п.Молодёжный}
Садовые(с мая до сентября):
11 {Кристалл-п.Нагорный}
22 {Кристалл-ст.Чемровка}
28 {Вокзал-Садовое кольцо}
28А {Вокзал-Центр-Садовое кольцо}
29 {Вокзал-СНТ "Олеумщик"}
С актуальным расписанием можно ознакомиться на https://avtobsk.ru/gorodskie-marshruty